# Chilton (Texas)
Chilton è un census-designated place (CDP) degli Stati Uniti d'America della contea di Falls nello Stato del Texas. La popolazione era di 911 abitanti al censimento del 2010.
È situato nella parte occidentale della contea di Falls. La U.S. Route 77 costituisce il bordo occidentale della comunità, che porta a nord 20 miglia (32 km) di Waco e a sud 16 miglia (26 km) di Rosebud. La Texas State Highway 7 attraversa il centro di Chilton, conducendo ad est 10 miglia (16 km) di Marlin, il capoluogo di contea, e ad ovest 12 miglia (19 km) di Bruceville-Eddy.
Il Chilton Independent School District offre attività extra-curriculari, in particolare il football americano, che si gioca nello stadio del Featherston Field. Nel 2006, Chilton ha vinto il suo secondo campionato di football americano dello stato 1A.

## Geografia fisica
Secondo lo United States Census Bureau, il CDP ha una superficie totale di 10,29 km², dei quali 10,23 km² di territorio e 0,06 km² di acque interne (0,58% del totale).

## Società

### Evoluzione demografica
Secondo il censimento del 2010, la popolazione era di 911 abitanti.

### Etnie e minoranze straniere
Secondo il censimento del 2010, la composizione etnica del CDP era formata dal 41,6% di bianchi, il 9,55% di afroamericani, l'1,54% di nativi americani, lo 0,22% di asiatici, lo 0,33% di oceanici, il 43,8% di altre razze, e il 2,96% di due o più etnie. Ispanici o latinos di qualunque razza erano il 59,5% della popolazione.